# Lîpeanka, Karlivka
Lîpeanka (în ucraineană Лип'янка) este localitatea de reședință a comunei Lîpeanka din raionul Karlivka, regiunea Poltava, Ucraina.

## Demografie
Componența lingvistică a localității Lîpeanka
     Ucraineană (92,67%)
     Rusă (4,45%)
     Alte limbi (1,56%)
Conform recensământului din 2001, majoritatea populației localității Lîpeanka era vorbitoare de ucraineană (92,67%), existând în minoritate și vorbitori de rusă (4,45%) și armeană (1,08%).